# Duomo di Montalbano Elicona
La Basilica di Montalbano Elicona o duomo di Santa Maria Assunta e San Nicolò Vescovo, nome completo basilica minore di Santa Maria Assunta e San Nicolò Vescovo, sorge in piazza Duomo e il prospetto principale si affaccia su piazza Duomo. È chiesa madre o matrice, la più grande tra le chiese di Montalbano Elicona. Appartenente all'arcidiocesi di Messina-Lipari-Santa Lucia del Mela, vicariato di Montalbano Elicona sotto il patrocinio del Sacro Cuore, arcipretura di Montalbano Elicona, parrocchia di Santa Maria Assunta e San Nicolò Vescovo.

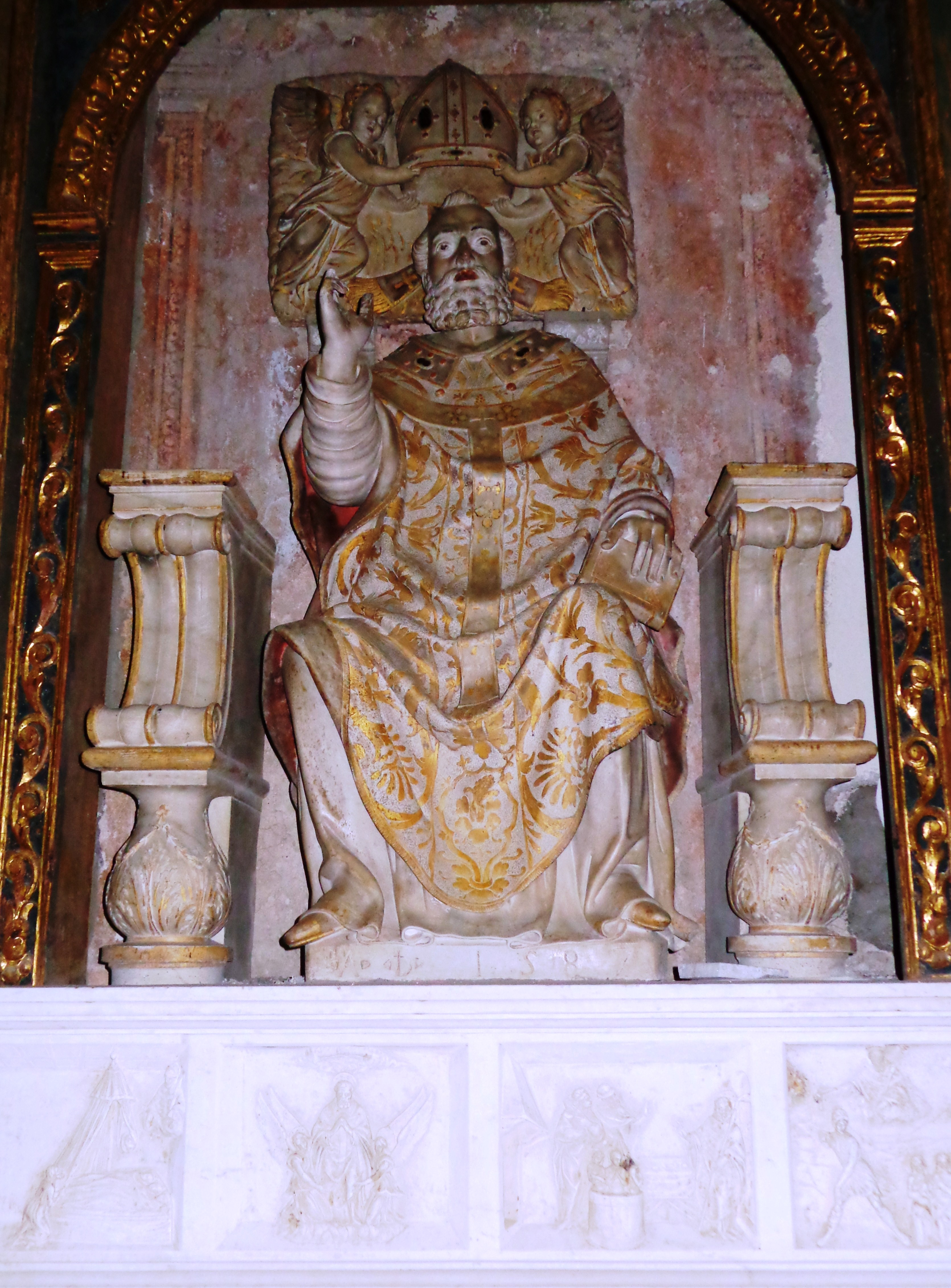
La statua di San Nicola di Giacomo Gagini

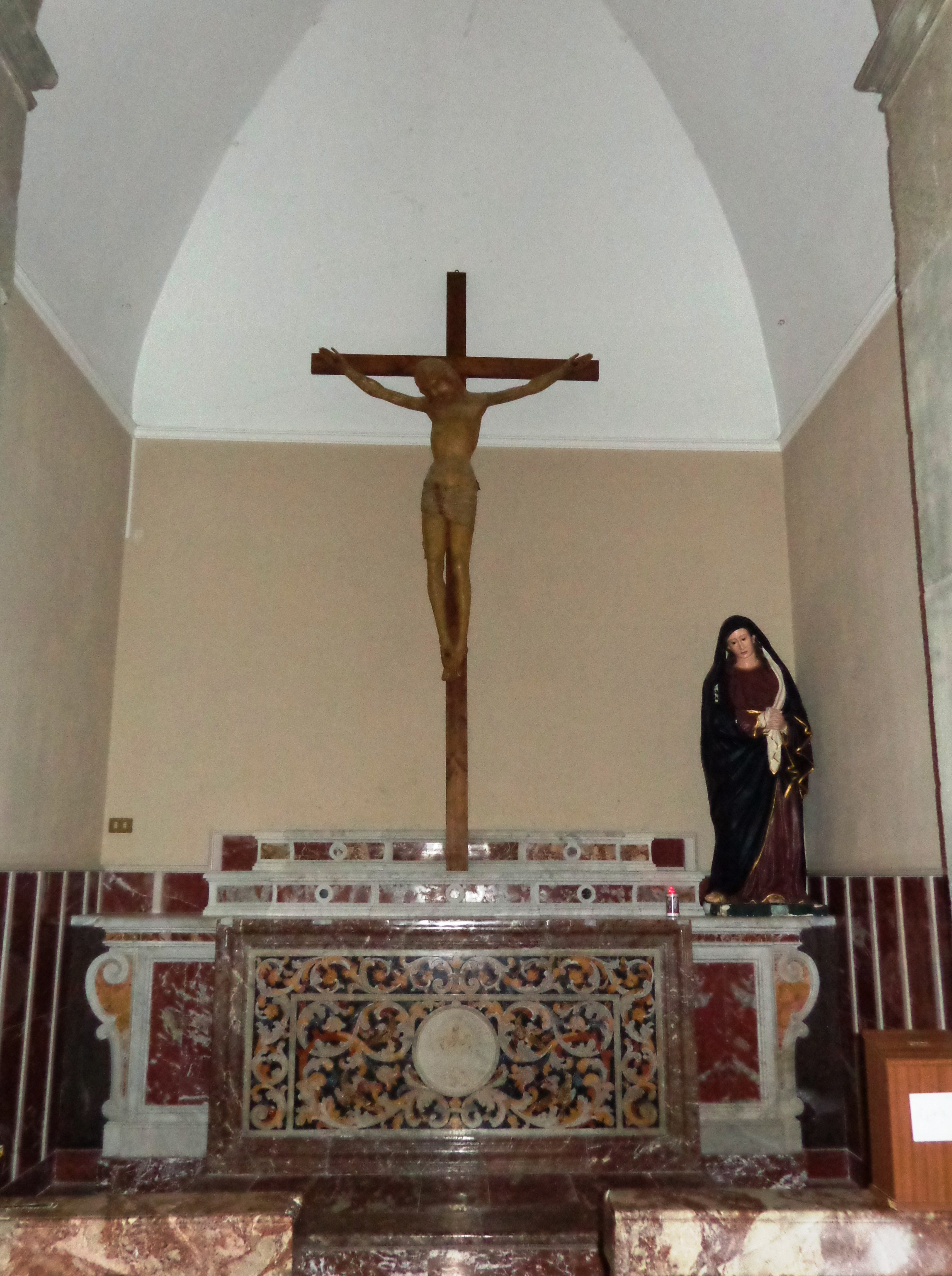
Il Crocifisso nell'omonima Cappella centrale della navata sinistra

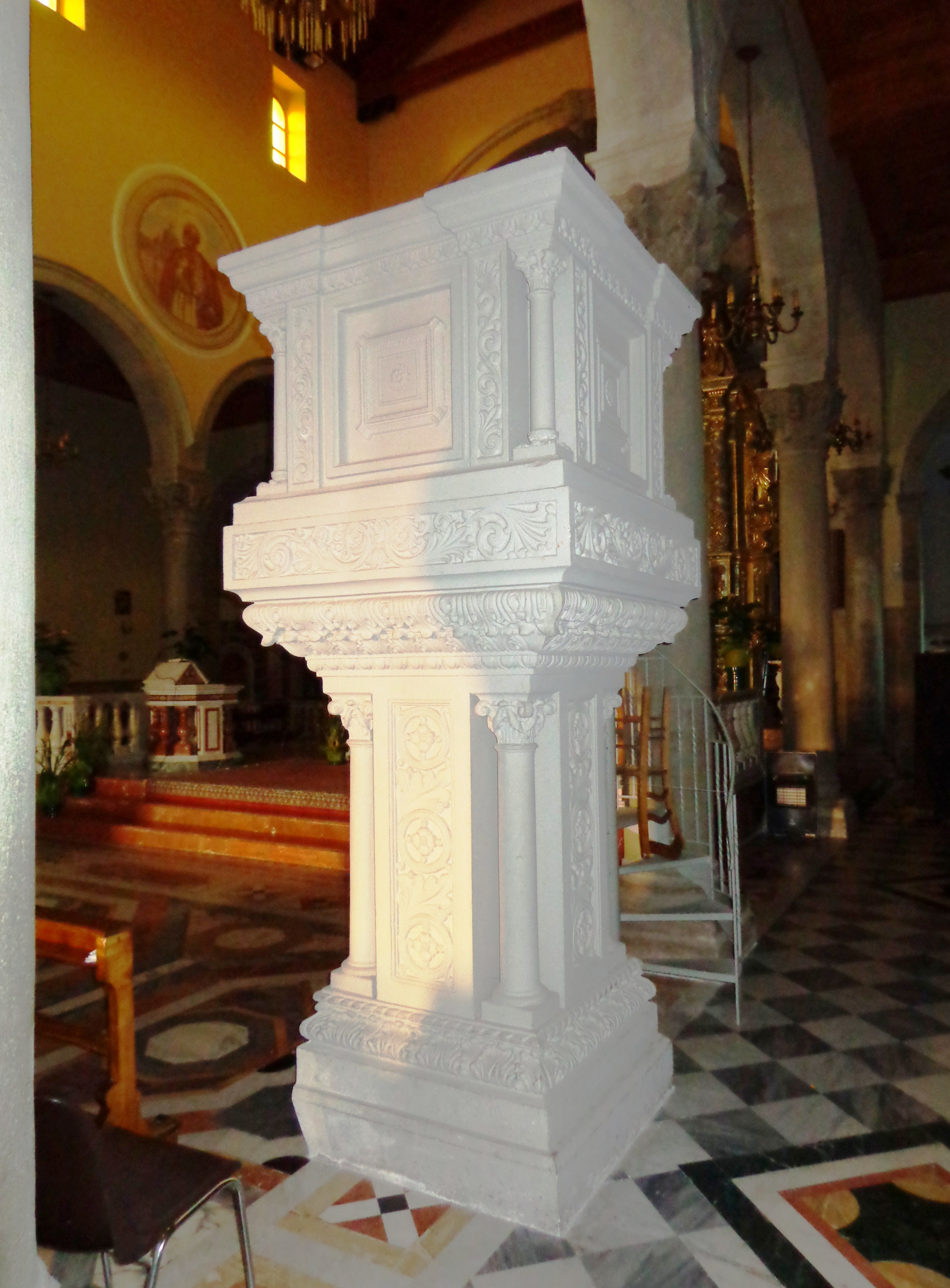
Il pulpito

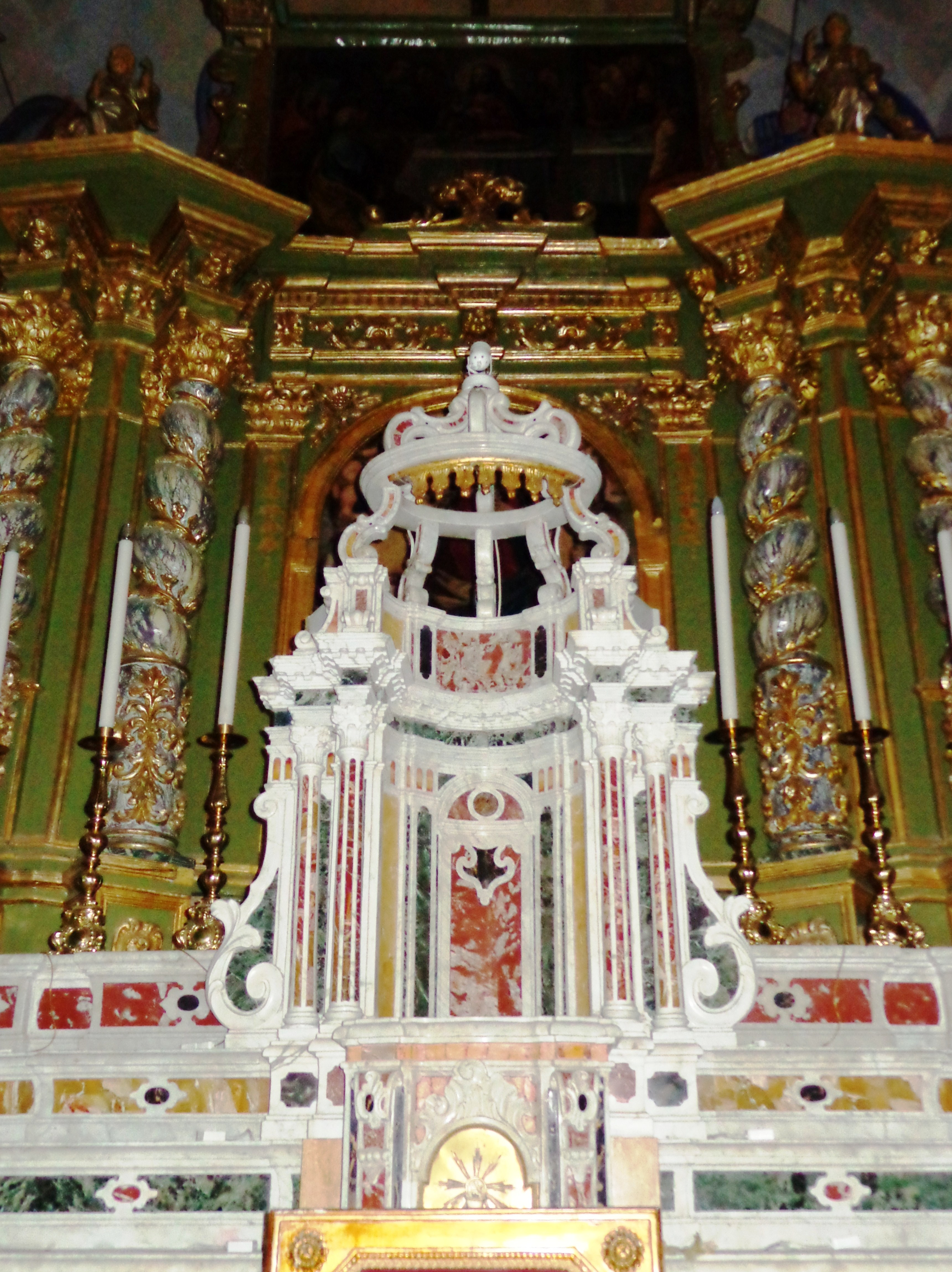
Il ciborio dell'Altare Maggiore

## Storia

### Epoca normanno - sveva
Le origini del luogo di culto risalgono al XI secolo, costruzione ad unica navata e con diverso orientamento dedicata agli Santi Apostoli Pietro e Paolo, la cui edificazione è strettamente legata alle vicende del Castello di Montalbano Elicona. Costruita dai Normanni, e successivamente modificata dall'imperatore Federico II di Svevia che impose un nuovo assetto politico e una diversa configurazione alla struttura urbanistica del centro Medievale. Alla primitiva “Cappella Reale”, la Cappella Palatina della Santissima Trinità, corrisponde al di fuori delle mura di cinta, l'erigenda chiesa dei Santi Apostoli Pietro e Paolo.

### Epoca aragonese - spagnola
La prima documentazione scritta sulla chiesa di San Nicola risale al primo decennio del XIV secolo, tratta da Rationes Decimarum di quel periodo.
Edificio ricostruito e ingrandito nel 1646 affiancando alla navata centrale le due navate laterali, le operazioni di ricostruzione determinano la modifica dell'orientamento. Il ribaltamento dell'asse ha consentito la realizzazione di uno scenografico prospetto posto alla sommità di una bella scalinata che ne amplifica l'imponenza. Il campanile, realizzato tra il 1665 - 1673, ne ammorbidisce la severità delle forme con la sua merlatura.

### Epoca contemporanea
Elevata a Basilica Minore da Papa Giovanni Paolo II nel 1997.

## Interno

### Navata destra lato sud
La parete della navata laterale sinistra presenta mense murali adorne e sovrastate da tele di scuola siciliana. 
- Nella prima campata a destra è collocata l'iscrizione marmorea riproducente il testo della Bolla Pontificia di Papa Giovanni Paolo II decretante l'elevazione a Basilica minore. L'epigrafe della Bolla Pontificia recita in lingua latina:

- Seconda campata: Altare con quadro raffigurante la Vergine con Bambino e Santi.
- Terza campata: Altare con quadro raffigurante la Trinità e Sante Siciliane. Con Santa Lucia, Sant'Agata e Santa Rosalia riconoscibili dagli elementi iconografici.
- Quarta campata: Ingresso lato sud.
- Quinta campata: Altare con quadro raffigurante la Vergine con Bambino, Santi e Anime Purganti.
- Sesta campata: Altare con quadro raffigurante Santi.

### Navata sinistra lato nord
La parete della navata laterale sinistra presenta altari con sopraelevazioni costituite da nicchie a vetri con statue di Santi. Gli altari sono formati da mense dagli elaborati paliotti marmorei con raffinati medaglioni centrali. Su ogni ripiano sono presenti tabernacoli di foggia diversa. Le sovraelevazioni dei primi tre altari coevi per realizzazione, simili nelle forme e nella fattura, sono costituite da lesene sormontate da timpani o frontoni ad archi spezzati simmetrici con fregio intermedio. Più antico, ricco, elaborato e sfarzoso si presenta l'altare dedicato a San Giuseppe.
- Nella prima campata sinistra è collocata l'iscrizione marmorea riproducente il testo commemorante la consacrazione del tempio alla Santissima Beata Vergine Maria in Cielo Assunta avvenuta il 17 settembre 1992: L'epigrafe recita in lingua latina:

- Seconda campata: Altare dedicato alla Vergine con Bambino.
- Terza campata: Altare dedicato a Sant'Antonio di Padova.
- Quarta campata: Cappella del Santissimo Crocifisso. Nell'unica cappella mediana della navata sinistra, su una mensa con elaborato paliotto a tarsie marmoree e raffinato medaglione centrale, campeggia un Crocifisso ligneo dei primi anni del XVI secolo attribuito a scuola siciliana, bottega di Giovannello de li Matinati. Sulla sinistra è presente un'espressiva statua in cartapesta raffigurante la Madonna Addolorata.
- Quinta campata: Altare dedicato al Sacro Cuore.
- Varco con la sacrestia.
- Sesta campata: Altare dedicato a San Giuseppe e Gesù Fanciullo.

### Navata centrale
L'impianto basilicale è a croce latina con ampia navata centrale con tetto a capriate, le pareti arricchite da fregi, rosoni e stucchi. Lungo le navate laterali a cinque arcate ciascuna, sono disposti cinque altari minori a sinistra, quattro altari e un ingresso laterale a destra.
Lo spazio interno è articolato in tre navate per mezzo di robusti pilastri sui quali si aprono grandi archi a tutto sesto. La navata centrale è arricchita da medaglioni in stucco raffiguranti personaggi biblici.
Il tetto è costituito da travature lignee intagliate e dipinte.

### Transetto
- La cappella posta nell'abside minore destra è dedicata a San Nicola. Il monumento del Santo Patrono in trono è stato realizzato da Giacomo Gagini nel 1587.[3] I quattro bassorilievi delle formelle poste alla base del seggio raffigurano eventi legati alla vita del Santo. La sopraelevazione che racchiude l'arcata è costituita da colonne ioniche alla base e finemente scolpite con motivi fitoformi, scanalate d'ordine dorico lungo lo sviluppo dell'altezza, con elaborati capitelli corinzi all'estremità superiori. Le colonne reggono un'articolata trabeazione con vari ordini di ricca modanatura, con particolari finemente dorati, figure antropomorfe ai lati e teste di putti alati sui contrafforti e nei pennacchi dell'arco. L'arcata sottende il seggio vescovile delimitato da colonnine e braccioli dove, assiso in atto benedicente, domina la figura di San Nicola. Stupendo il morbido drappeggio della casula che riproduce in modo molto realistico l'effetto damascato della trama e dell'ordito dei motivi floreali e fitoformi, posti in risalto con la preziosa doratura. Lo stesso dicasi per il risalto degli accessori e delle pietre preziose ornamentali, mediante apposita coloritura. Alle spalle della figura è posto un bassorilievo marmoreo raffigurante putti alati nell'atto di deporre sul capo di San Nicola la mitra vescovile.
- La cappella posta nell'abside minore sinistra è dedicata al Santissimo Sacramento. La sopraelevazione collocata sulla mensa, un manufatto marmoreo ad edicola di stile gaginesco, reca due angeli ai lati del tabernacolo, bassorilievi inseriti in una prospettiva architettonica a sua volta delimitata da lesene con arabeschi in rilievo. Sulla ricca cornice chiude la prospettiva una lunetta raffigurante il Padre Eterno ritratto tra putti osannanti.

## Il campanile
- Nella parte bassa del campanile è collocata l'iscrizione marmorea riproducente il testo della committenza:

## Arcipreti della basilica
L'arciprete è il decano fra i presbiteri di una parrocchia, responsabile per la corretta esecuzione dei doveri ecclesiastici e per lo stile di vita dei curati a lui sottoposti.
- Arciprete Placido di Fiore XVII secolo.
- Arciprete Leonardo Saccone XVII secolo.
- Arciprete Benedetto Rotella.

## Galleria d'immagini

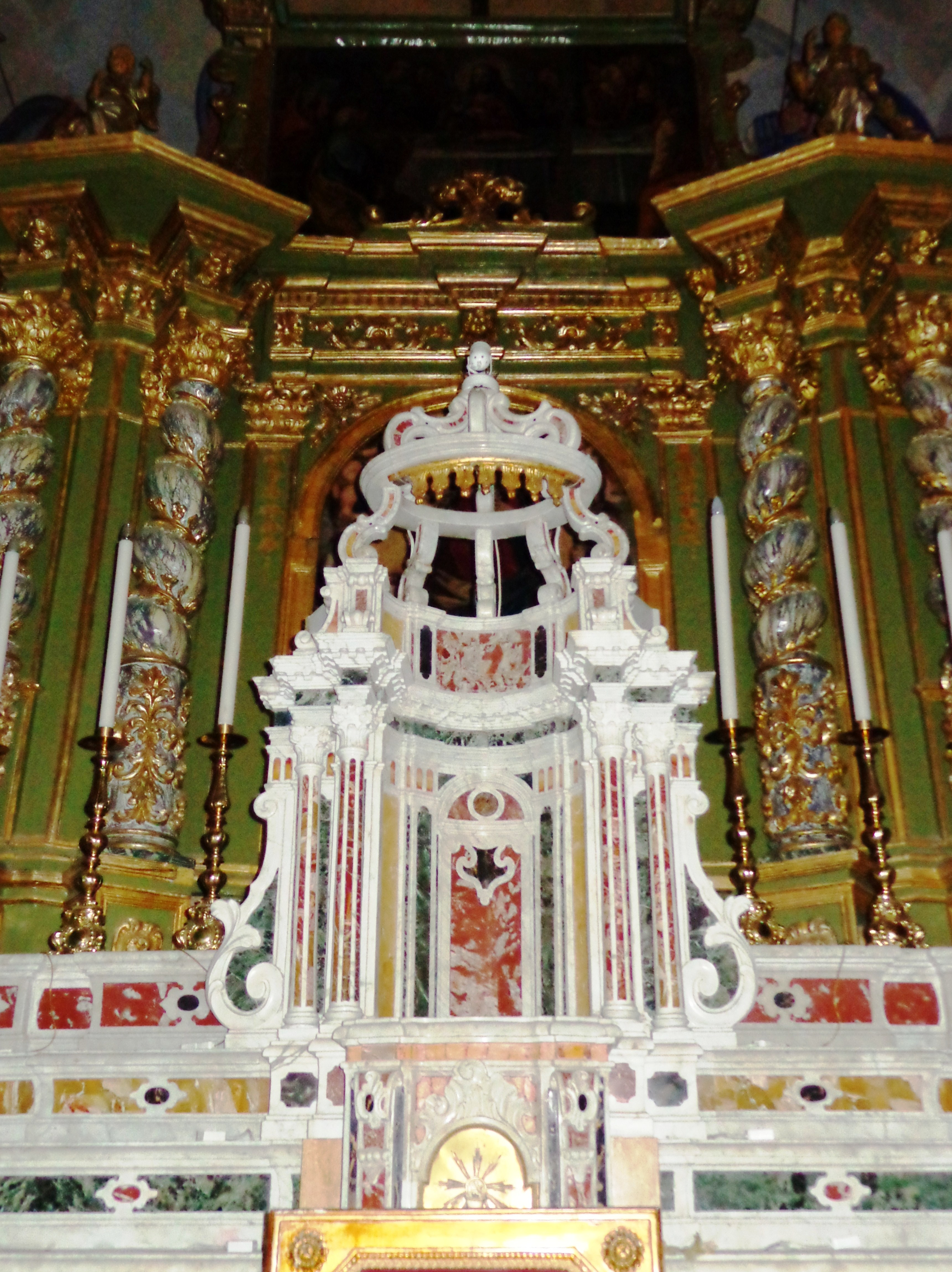
Ciborio marmoreo Altare Maggiore a baldacchino
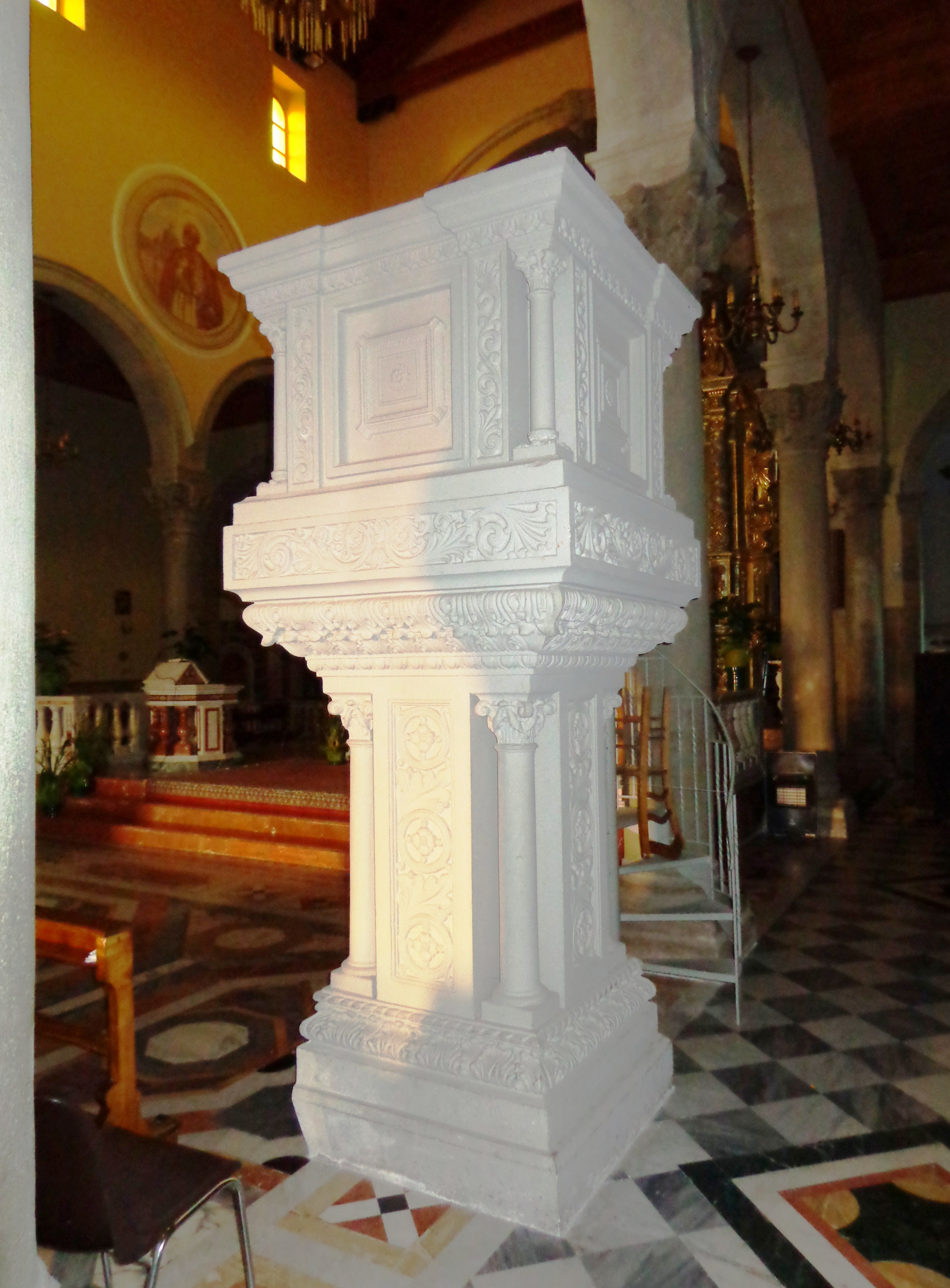
Pulpito marmoreo
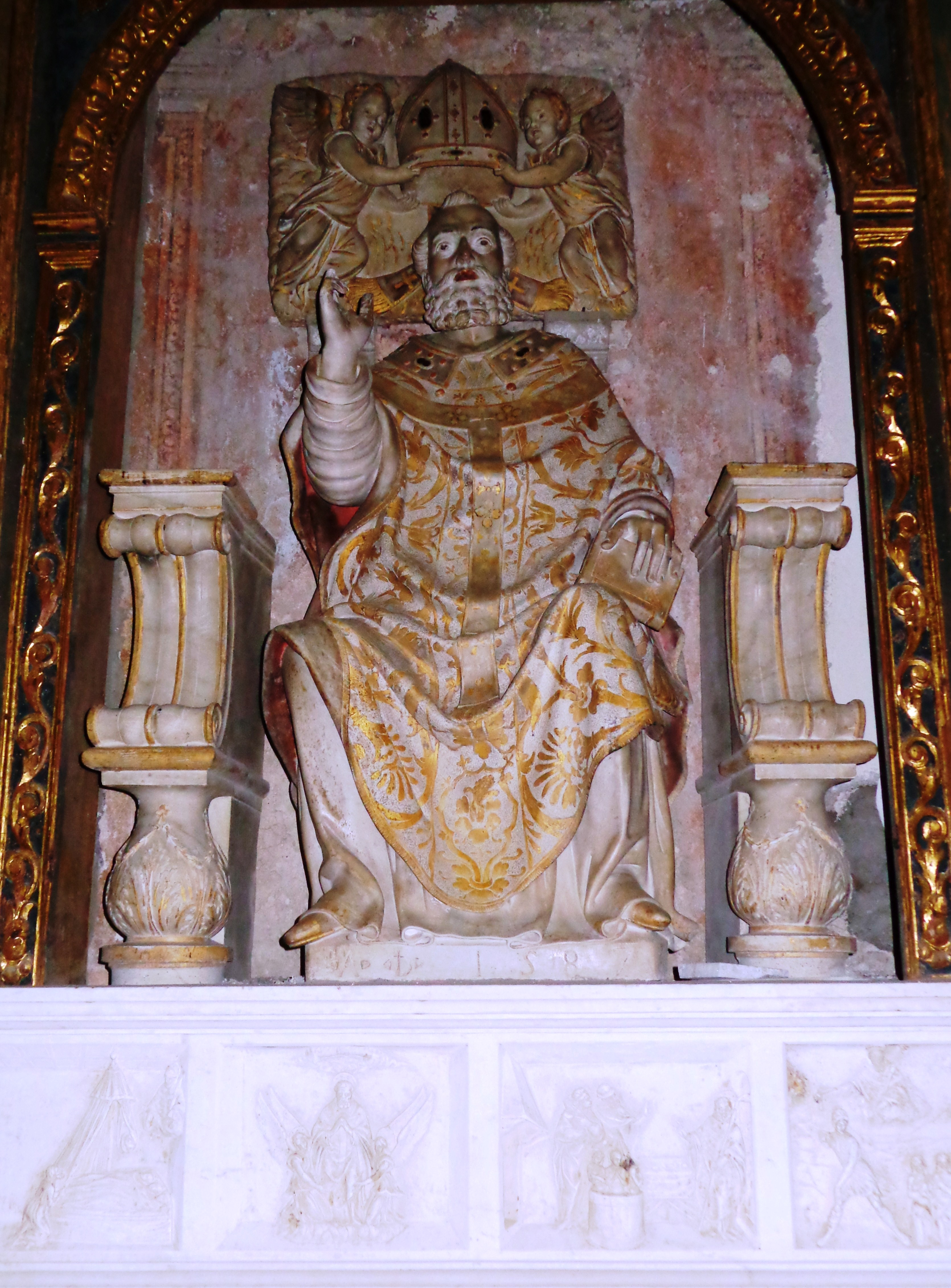
Statua marmorea di San Nicola di Giacomo Gagini
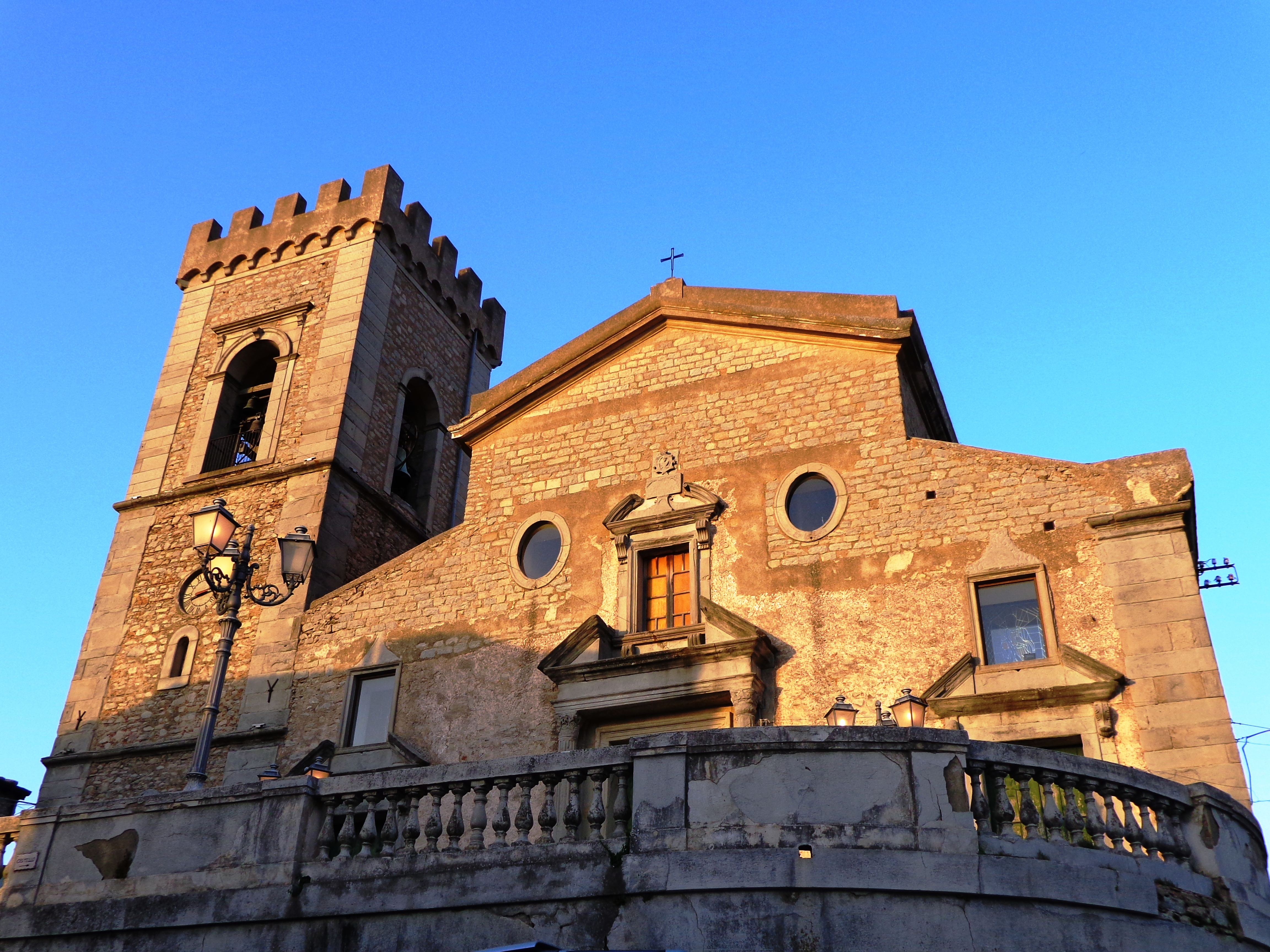
Prospetto principale
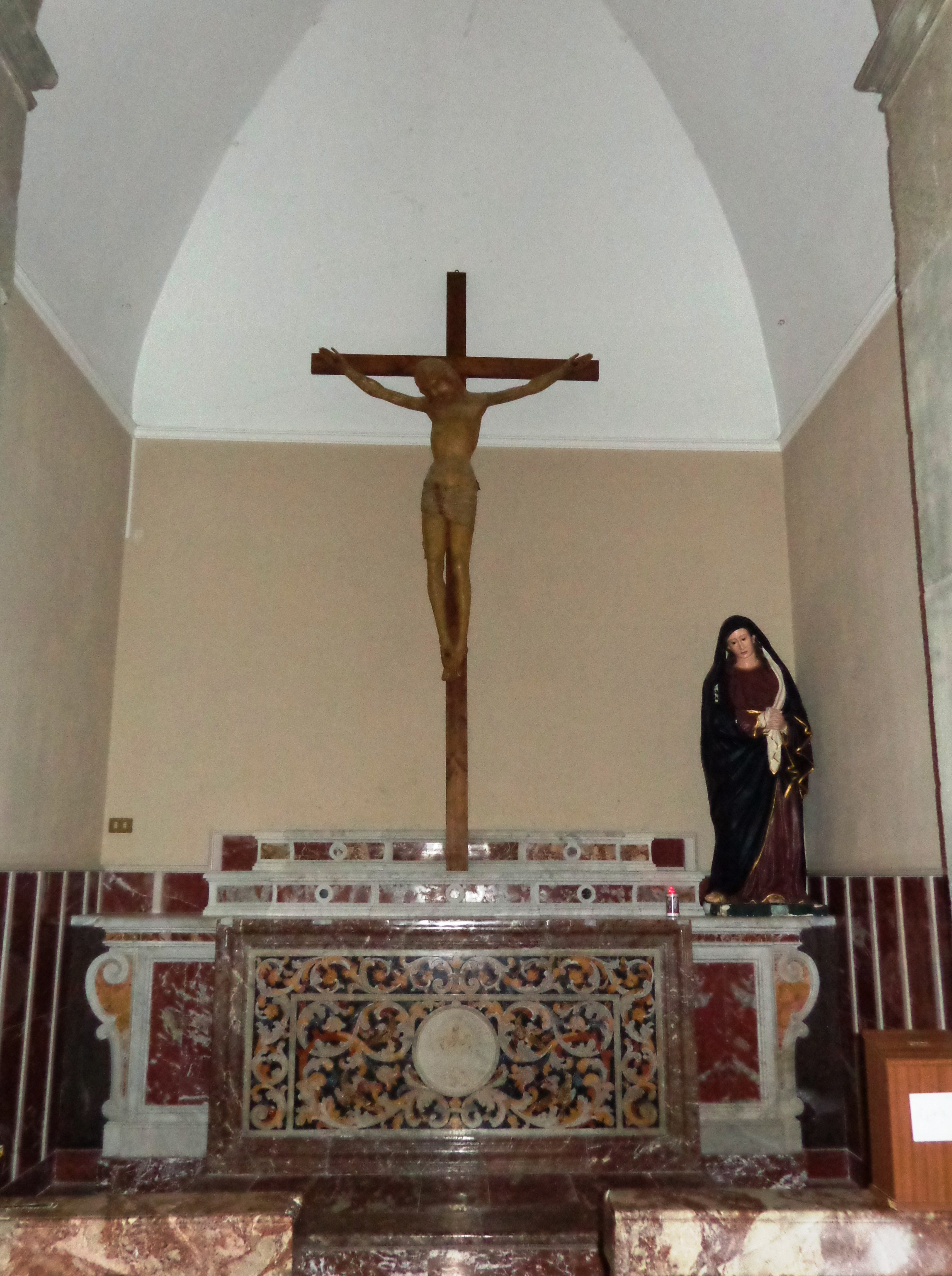
Cappella del Crocifisso
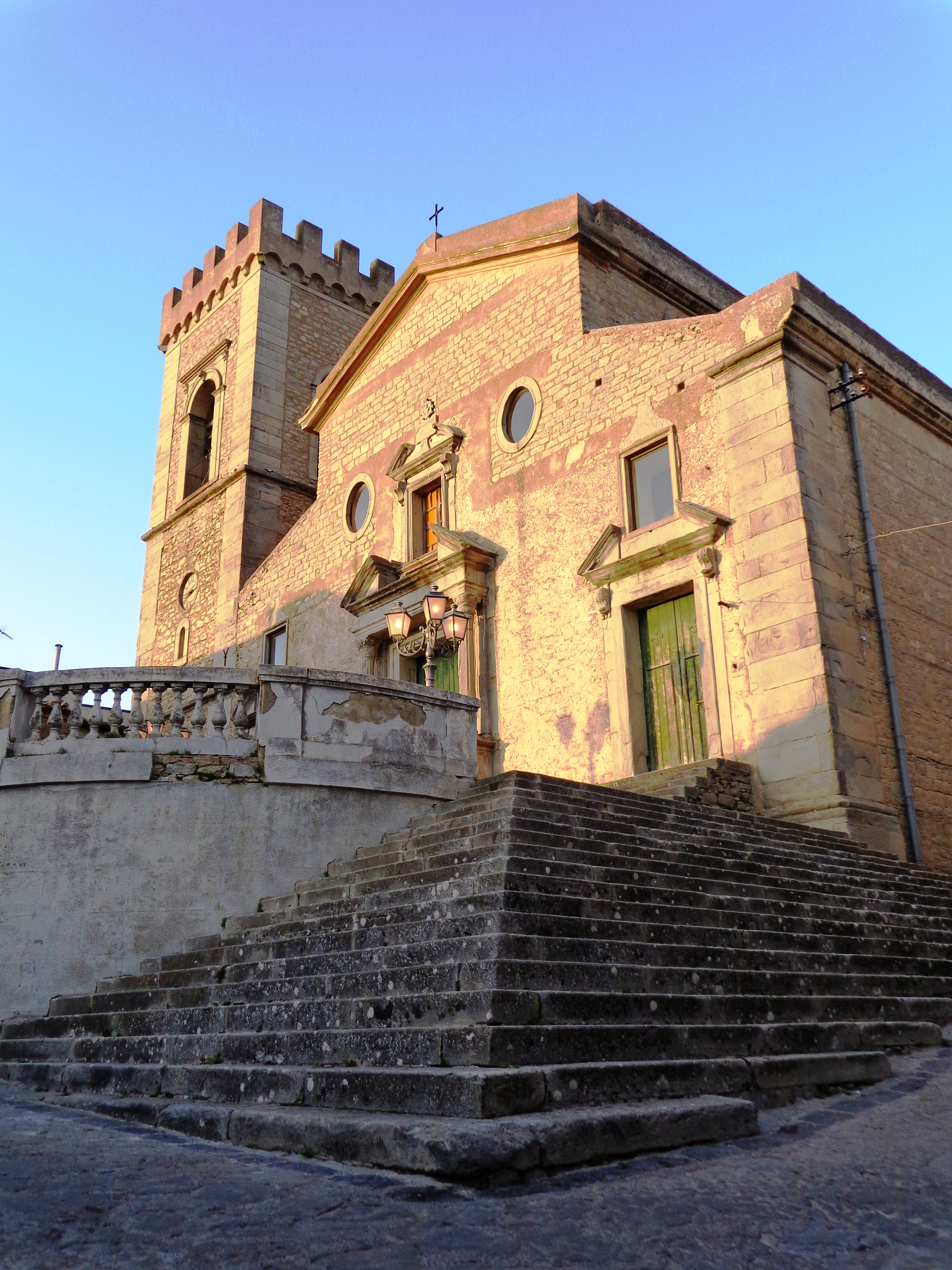
Veduta della Piazza